# Jan Standonck

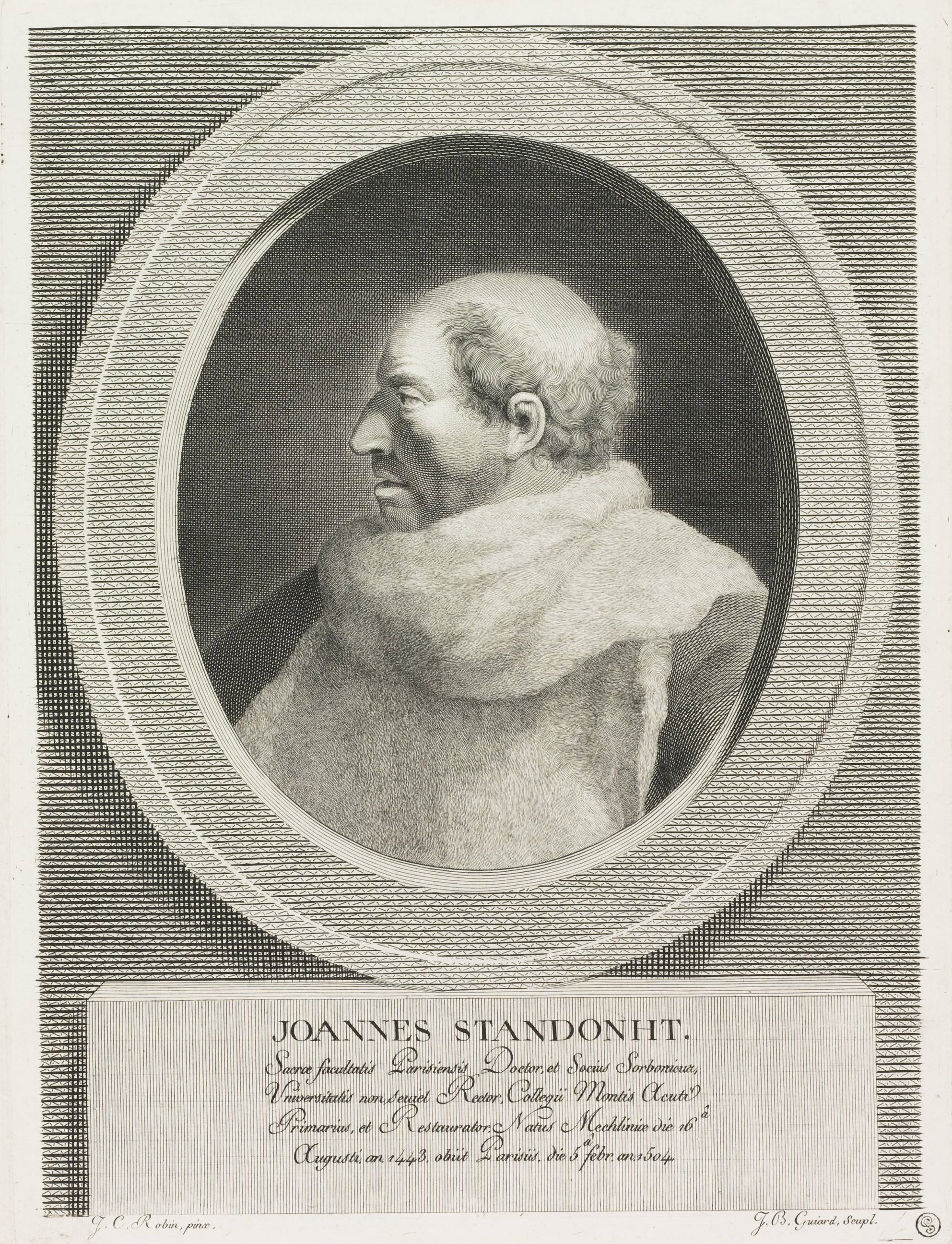
Postuum portret

Jan Standonck of van Standonck (Mechelen, 16 augustus 1453 - Parijs, 5 februari 1504) was een rooms-katholiek kerk- en schoolhervormer met Europese impact. Hij gaf vorm aan een college dat vurige hervormers afleverde (Noël Béda, John Mair, Erasmus, later Calvijn en Loyola) en droeg bij aan de verspreiding van het klassensysteem met rapporten en overgangscriteria. Standonck was professor theologie aan de Sorbonne en kanunnik van de kathedraal van Beauvais.

## Studies en universitaire loopbaan
Hij was een zoon van de schoenmaker Cornelius Standonck en Elisabeth van Isschot. Standonck volgde humaniora-onderwijs in Gouda bij de Broeders des Gemenen Levens, waar hij aanhanger werd van de Moderne Devotie. Hij studeerde artes aan de Universiteit van Leuven (1469) en trok dan naar de Universiteit van Parijs voor theologiestudies (1473). In 1480 werd hij professor theologie aan de Sorbonne. Zijn carrière ging verder en hij werd rector magnificus van de Sorbonne in 1485, wat protest uitlokte van de studenten wegens zijn strenge reputatie. Standonck werd in 1490 doctor theologie en trok met zijn preken veel belangstelling.
Hij was verbonden aan het Collège de Montaigu, waar hij al in 1475 regent was gemaakt. Een bezoek aan de kluizenaar Franciscus van Paola maakte een diepe indruk op Standonck, die nog soberder ging leven. Hij nam deze ideeën mee toen hij vanaf 1483 meester werd van het vervallen instituut. Na zijn hervorming konden arme studenten er kosteloos onderwijs krijgen binnen een strak kader met gewetensonderzoek, verklikking en lijfstraffen. Erasmus, een van zijn leerlingen, dacht dat niemand zijn tijd in het college kon vergeten of ongedeerd overleven.
In 1493 werd Standonck kanunnik van de kathedraal van Beauvais.

## Ballingschap
Van 1498 tot 1500 leefde hij in ballingschap in Kamerijk, dat toen behoorde tot het Rooms-Duitse Rijk en dus buiten het Franse koninkrijk. Jan Standonck was niet meer welkom in Parijs, want de Franse koning Lodewijk XII kon de kritiek van de vrome Standonck op zijn huwelijkspolitiek niet slikken. Koningin Johanna van Valois werd door Lodewijk XII verstoten en de Borgiapaus Alexander VI annuleerde hun huwelijk. Na het verstrijken van de twee jaar kon Standonck, beschermd door admiraal de Graville, terugkeren.

## Collegenetwerk en congregatie
Het Montaigucollege trok onder Standonck veel volk. Hij leidde zijn studenten op om de clerus te hervormen, maar omdat daar zoveel vraag naar was deed hij ook een beroep op de broeders van Windesheim. Ze stuurden zes priesters en een tolk, geleid door Jan Mombaer. Ze ontmoetten ook veel vijandigheid en keerden na enkele jaren terug.
Standonck richtte in Parijs de congregatie van Montaigu op, dewelke na zijn dood zou verdwijnen. Elk huis telde een minister, twaalf meesters en 72 leerlingen. De congregatie werd op 23 februari 1501 goedgekeurd door Rome. Met de steun van rijke mecenassen verschenen er huizen in zijn geboortestad Mechelen en nadien in Kamerijk, Breda, Leuven (bij de Pedagogie Het Varken), Beauvais, Valenciennes, Leiden en Haarlem. De bijhorende colleges werden onderworpen aan de regels van de congregatie van Montaigu, zonder zelf kloosters te zijn. Niettemin promootte Standonck bijzonder studenten die kozen voor een klerikale carrière.

## Dood
Op 50-jarige leeftijd kreeg Standonck koorts. Hij stierf en werd onmiddellijk zonder plechtigheid begraven aan de ingang van de kapel, zodat men over zijn graf zou lopen. Het opschrift luidde: Souvenez-vous du pauvre homme Standonck.